# Gauliga Prusse orientale
Pour un article plus général, voir Gauliga.
La Gauliga Prusse orientale (en Allemand: Gauliga Ostpreußen) fut une ligue de football (de Division 1) imposée par le NSRL en 1933.
Dès leur arrivée au pouvoir en mars 1933, Adolf Hitler et le NSDAP imposèrent une réorganisation administrative radicale (voir Liste des Gaue) à l'Allemagne. Administrativement, la "Gau" Prusse orientale remplaça l’ancienne province prussienne de Prusse orientale de la République de Weimar.
Après l'envahissement et l'écrasement de la Pologne, en 1939, La Ville libre de Dantzig ne fut pas incorporée à la "Gau" Prusse orientale mais à celle Dantzig-Prusse occidentale.
Cette Gauliga fut démantelée en 1944.

## Généralités
Cette ligue fut fondée en 1933 par 14 clubs de la Province de Prusse orientale et remplaça les anciennes Bezirksliga Prusse orientale et Bezirksliga Grenmark (Marches frontalières) qui existaient précédemment.
La Gauliga Prusse orientale regroupa les équipes allemandes de la Province de Prusse orientale mais aussi des clubs de la Ville libre de Dantzig. Celle-ci est, à cette époque, sous la protection de la Société des Nations et n’est donc pas allemande.
Les équipes étaient membres de la Baltenverband, une fédération allemande de football de la Baltique et qui déterminait son propre champion, sous le titre de Champion de la Baltique.
Lors de sa première saison La Gauliga Prusse orientale compta quatorze clubs répartis en deux groupes de sept. Dans chaque groupe, les équipes se rencontrèrent en aller/retour. Les deux vainqueurs de poule jouèrent une finale aller/retour. Le champion participa à la phase finale du championnat national, jouée par élimination directe. Le dernier classé de chaque groupe fut relégué.
À partir de 1935, cette ligue fut étendue à vingt-huit équipes, réparties au sein de quatre groupes. Les deux premiers de chaque série se qualifièrent pour le tour suivant, à nouveau joué par groupes (2x4). Les vainqueurs de chacune de ses nouvelles poules se disputèrent le titre lors d’une finale.
En 1938, la Gauliga Prusse orientale se simplifia en se limitant à une série unique de dix clubs. Les deux derniers étaient devaient théoriquement être relégués. Mais l’augmentation de la politique restrictive des Nazis obligea le club du KS Gedania Danzig (un club de la minorité polonaise) de quitter la ligue et d’être dissous. 
En 1939-1940, la ligue était supposée jouer avec seulement huit équipes. En janvier 1940, le fonctionnement de la compétition fut modifié. Quatre équipes sélectionnées disputèrent un tournoi pour le titre de la Gauliga. À la fin de la saison, les clubs de la région de Dantzig désormais rattachée au IIIe Reich (Preußen Danzig, SV 19 Neufahrwasser (de) et SG Elbing) quittèrent la Gauliga Prusse orientale et rejoignirent celle nouvellement créée de Gauliga Dantzig-Prusse occidentale. De son côté, la Gauliga Prusse orientale fut agrandie avec des territoires de Pologne occupée.
Lors de la saison 1940-1941, la ligue se joue en une seule division de sept clubs. Ce système resta appliqué jusqu’à la dissolution de la Gauliga Prusse orientale en 1944.

## Après la reddition de l'Allemagne nazie
Dès la fin de l'année 1944, la quasi-totalité des régions couvertes par la Gauliga Prusse orientale tomba sous le contrôle de l'Armée rouge. Après la capitulation du IIIe Reich, cette zone fut et resta dans le giron soviétique. Selon des accords conclut lors de la Conférence de Yalta, elle quitta définitivement l'Allemagne et fut partagée entre la Pologne et l'URSS (celle-ci s'octroyant l'enclave de Königsberg qui devint Kaliningrad. Staline et les Soviétiques souhaitaient un port sur la Mer Baltique qui ne soit pas gelé tout l'hiver).
La population allemande fut, à proprement parler, "chassée" de cette région, surtout hors de la zone devenue soviétique. Selon leur localisation, les clubs de football rejoignirent les compétitions polonaises ou soviétiques. Tous les clubs allemands furent dissous.

## Clubs fondateurs de la Gauliga Prusse orientale
Ci-dessous les 11 clubs qui fondèrent la ligue et leur résultats en fin de saison 1932-1933:
- Groupe I
- Preußen Danzig, 2e de la Bezirksliga Marches frontalières (Grenzmark)
- VfB Königsberg, 4e de la Bezirksliga Prusse orientale (Ostpreußen)
- SV Prussia-Samland Königsberg, 2e de la Bezirksliga Prusse orientale (Ostpreußen), Champion de la Baltique
- Rasensport-Preußen Königsberg (de),
- BuEV Danzig, Vainqueur de la Bezirksliga Marches frontalières (Grenzmark)
- KS Gedania Danzig
- Viktoria Elbing (de)

- Groupe II
- SV Hindenburg Allenstein, Vainqueur de la Bezirksliga Prusse orientale (Ostpreußen)
- SV Yorck Boyen Insterburg
- SpVgg Masovia Lyck
- SV Viktoria Allenstein (de)
- Tilsiter SC, 3e de la Bezirksliga Prusse orientale (Ostpreußen)
- FC Preußen Gumbinnen (de)
- Rastenburger SV 08 (de), 5e de la Bezirksliga Prusse orientale (Ostpreußen)

## Champions et Vice-champions de la Gauliga Prusse orientale
| Saisons | Champions                  | Vice-champions                |
| 1933-34 | Preußen Danzig             | MSV Hindenburg Allenstein     |
| 1934-35 | MSV Yorck-Boyen Insterburg | SV Prussia-Samland Königsberg |
| 1935-36 | MSV Hindenburg Allenstein  | SV Prussia-Samland Königsberg |
| 1936-37 | MSV Hindenburg Allenstein  | MSV Yorck-Boyen Insterburg    |
| 1937-38 | MSV Yorck-Boyen Insterburg | BuEV Danzig                   |
| 1938-39 | MSV Hindenburg Allenstein  | SV Masovia Lyck               |
| 1939-40 | VfB Königsberg             | Preußen Danzig                |
| 1940-41 | VfB Königsberg             | SV Preußen Mielau             |
| 1941-42 | VfB Königsberg             | SV Preußen Mielau             |
| 1942-43 | VfB Königsberg             | SV Prussia-Samland Königsberg |
| 1943-44 | VfB Königsberg             | SV Insterburg                 |

## Classements de la Gauliga Prusse orientale de 1933 à 1944
| Club                               | 1934 | 1935 | 1936 | 1937 | 1938 | 1939 | 1940 | 1941 | 1942 | 1943 | 1944 |
| ---------------------------------- | ---- | ---- | ---- | ---- | ---- | ---- | ---- | ---- | ---- | ---- | ---- |
| Preußen Danzig                     | 1    | 5    | 1    | 1    | 5    | 2    |      |      |      |      |      |
| VfB Königsberg                     | 2    | 6    | 2    | 2    | 2    | 6    | 1    | 1    | 1    | 1    | 1    |
| SV Prussia-Samland Königsberg      | 3    | 1    | 1    | 3    | 1    | 8    | 4    | 4    | 3    | 2    | 6    |
| Rasensport-Preußen Königsberg      | 4    | 7    | 3    | 1    | 3    | 10   |      | 8    |      |      |      |
| BuEV Danzig                        | 5    | 4    | 2    | 3    | 1    | 3    | 3    |      |      |      |      |
| KS Gedania Danzig                  | 6    | 3    | 3    | 2    | 2    | 5    |      |      |      |      |      |
| Viktoria Elbing                    | 7    |      | 4    | 4    | 4    |      |      |      |      |      |      |
| SV Hindenburg Allenstein           | 1    | 2    | 1    | 1    | 2    | 1    |      |      |      |      |      |
| SV Yorck Boyen Insterburg          | 2    | 1    | 1    | 1    | 1    | 9    |      |      |      |      |      |
| SpVgg Masovia Lyck                 | 3    | 3    | 2    | 2    | 1    | 2    |      |      |      |      |      |
| Viktoria Allenstein                | 4    | 7    | 3    | 5    | 4    |      |      |      |      |      |      |
| Tilsiter SC                        | 5    | 6    | 4    | 5    | 6    |      |      |      |      |      |      |
| Preußen Gumbinnen                  | 6    |      | 3    | 4    | 4    |      |      |      |      |      |      |
| SV Rastenburg                      | 7    | 4    | 5    | 3    | 6    |      |      |      |      |      |      |
| Polizei Danzig                     |      | 2    | 6    | 6    | 3    | 4    |      |      |      |      |      |
| SV Insterburg                      |      | 5    | 7    |      | 3    |      |      | 6    | 7    | 7    | 2    |
| SV Allenstein 10                   |      |      | 4    | 6    | 5    |      |      |      |      |      | 3    |
| VfB Osterode                       |      |      | 6    | 4    | 3    |      |      |      | 8    |      |      |
| RSV Ortelsburg                     |      |      | 7    | 7    | 7    |      |      |      |      |      |      |
| SV Neufahrwasser 1919              |      |      | 5    | 5    | 7    |      |      |      |      |      |      |
| SC Lauenthal                       |      |      | 6    |      |      |      |      |      |      |      |      |
| SpVgg ASCO Königsberg              |      |      | 4    | 5    | 7    |      |      |      |      |      |      |
| RSV Heiligenbeil                   |      |      | 5    | 7    |      |      |      |      |      |      |      |
| Königsberger TSV                   |      |      | 6    | 6    | 5    |      |      |      |      | 4    | 7    |
| RSV Braunsberg                     |      |      | 7    |      |      |      |      |      |      |      |      |
| Polizei Tilsit                     |      |      | 2    | 3    | 2    | 7    |      |      |      |      |      |
| VfB Tilsit                         |      |      | 5    | 6    | 5    |      |      |      |      |      |      |
| Preußen Insterburg                 |      |      | 6    | 7    |      |      |      |      |      |      |      |
| Hansa Elbing                       |      |      |      | 7    | 6    |      |      |      |      |      |      |
| Concordia Königsberg               |      |      |      | 4    | 4    |      |      |      |      |      |      |
| SV Goldap                          |      |      |      | 2    | 7    |      |      |      |      |      |      |
| VfB Labiau                         |      |      |      |      | 6    |      |      |      |      |      |      |
| Preußen Mielau                     |      |      |      |      |      |      |      | 2    | 2    | 8    |      |
| Luftwaffen-SV Richthofen Neukuhren |      |      |      |      |      |      |      | 3    |      | 5    |      |
| Reichsbahn Königsberg              |      |      |      |      |      |      |      | 5    | 5    | 3    | 5    |
| Freya Memel                        |      |      |      |      |      |      |      | 7    |      |      |      |
| Luftwaffen-SV Heiligenbeil         |      |      |      |      |      |      |      |      | 4    |      |      |
| MTV Ponarth                        |      |      |      |      |      |      |      |      |      | 6    | 4    |
|                                    |      |      |      |      |      |      |      |      |      |      |      |

Source:« Gauliga Ostpreußen », Das deutsche Fussball-Archiv (consulté le 22 avril 2009)
- En 1939-1940, la compétition fut fortement affectée par le déclenchement de Seconde Guerre mondiale. Toutes les équipes militaires et des corps de police ne purent participer. Un championnat à huit démarra le 26 novembre 1939 mais fut arrêté en janvier 1940 tant l'"hiver était rigoureux. Il fut finalement replacé par un tournoi joués par quatre clubs ("désignés") afin d'attribuer le titre.

## Sources et liens externes
- The Gauligas Das Deutsche Fussball Archiv (in German)
- Germany - Championships 1902-1945 at RSSSF.com
- Where's My Country? Article on cross-border movements of football clubs, at RSSSF.com
- Die deutschen Gauligen 1933-45 - Heft 1-3 (de) Tables of the Gauligas 1933-45, publisher: DSFS